# Dolops
Dolops is een geslacht van kreeftachtigen uit de klasse van de Ichthyostraca.

## Soorten
- Dolops bidentata (Bouvier, 1899)
- Dolops carvalhoi Lemos de Castro, 1949
- Dolops discoidalis Bouvier, 1899
- Dolops geayi (Bouvier, 1897)
- Dolops intermedia da Silva, 1978
- Dolops kollari (Heller, 1857)
- Dolops longicauda (Heller, 1857)
- Dolops nana Lemos de Castro, 1950
- Dolops reperta (Bouvier, 1899)
- Dolops striata (Bouvier, 1899)
- Dolops tasmanianus Fryer, 1969